# Aino Heimerson
Aino Elisabeth Heimerson (ogift Karlsson) född 8 mars 1946 i Sankt Olai församling i Norrköping, död 24 april 2014 i Cagnes-sur-Mer i Frankrike, var en svensk journalist, matkåsör och författare. Hennes far var tecknaren Ewert Karlsson, känd som EWK. 

## Biografi
Aino Heimerson gick Journalisthögskolan i Göteborg 1969 till 1970 och var sedan frilansjournalist i Paris, New York och Beirut. År 1977 knöts hon till Aftonbladet. Hon var värd för radioprogrammet Sommar i Sveriges Radio P1 den 12 juli 1990.
Hon var först gift 1975–1981 med journalisten Staffan Heimerson (född 1935) och sedan från 1982 med journalisten Ulf Nilson (1933–2018). Aino Heimerson var vidare syster till Margareta van den Bosch. Hon avled 2014 och är begravd på S:t Botvids begravningsplats.